# 데라쇼정
데라쇼정(寺庄町)은 시가현 고카군에 설치되었던 촌이다.